# Marienkirche (Salzwedel)

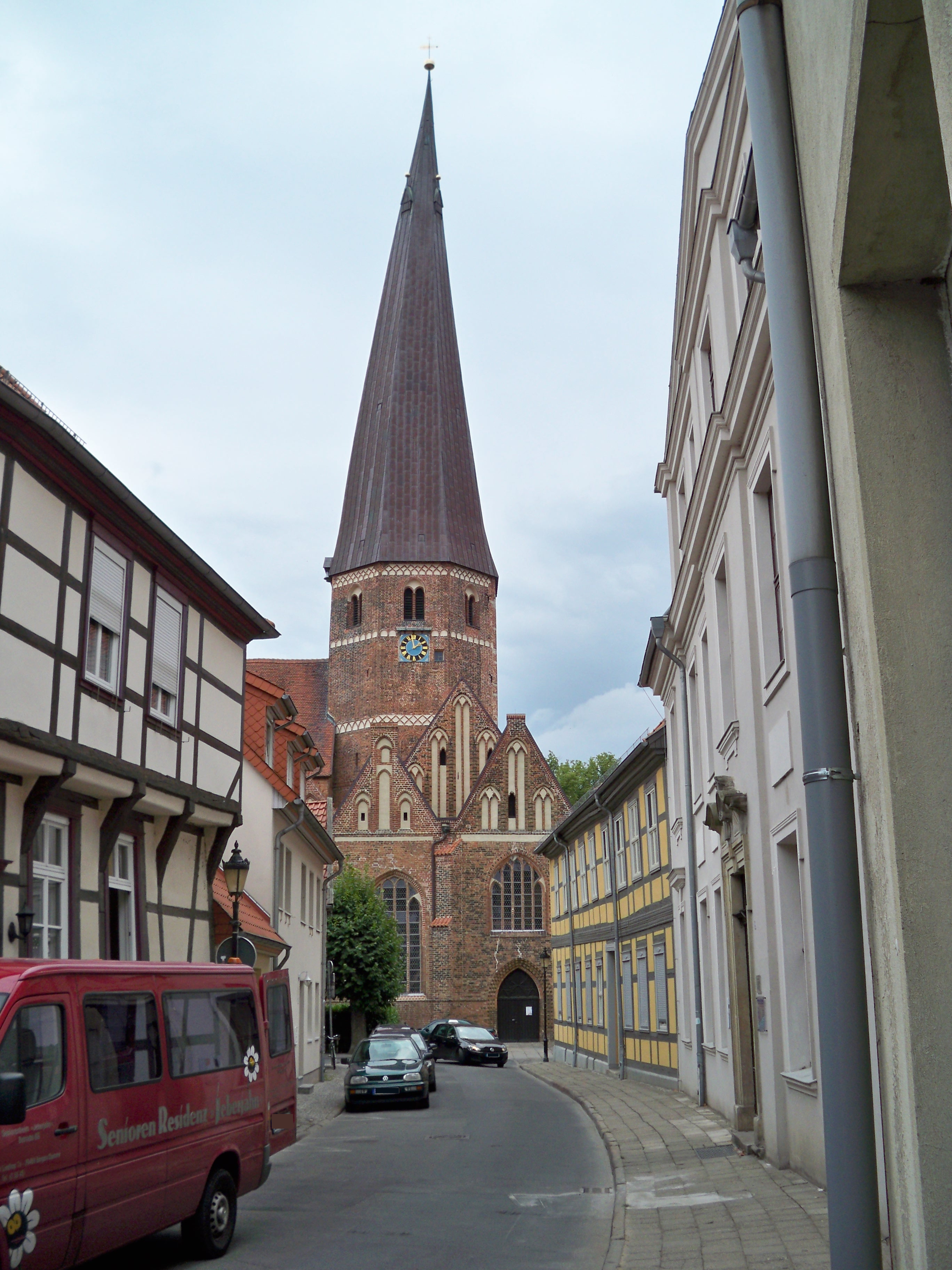
Marienkirche von Norden

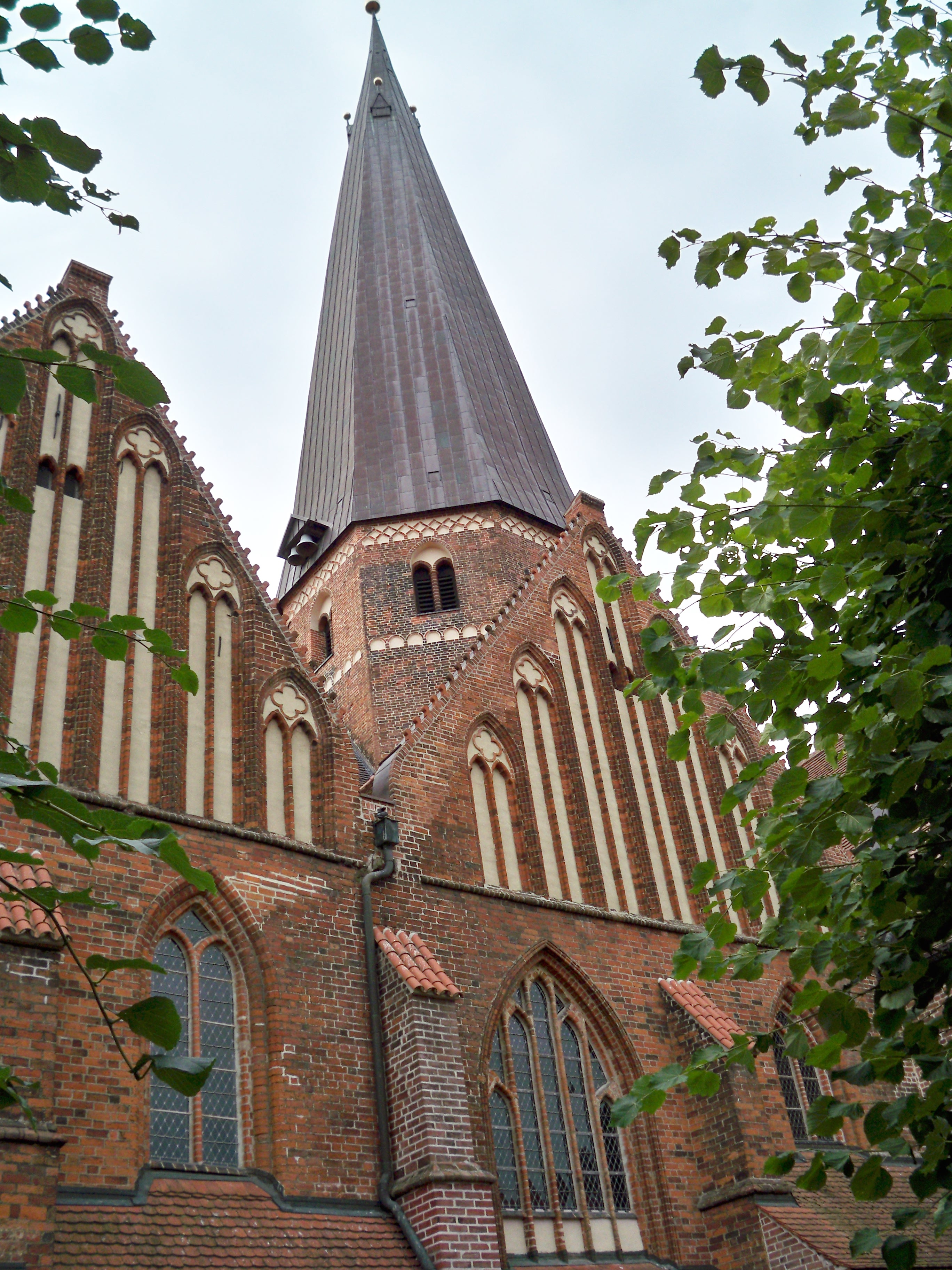
Marienkirche von Norden

Die evangelische Marienkirche ist die größte Kirche in der Stadt Salzwedel im Nordwesten Sachsen-Anhalts. Sie ist romanischen Ursprungs, wird aber der Backsteingotik zugerechnet.

## Geschichte
Die erste Marienkirche wurde um 1150 als romanische Feldsteinkirche errichtet. Damit ist sie zusammen mit der Lorenzkirche die älteste Kirchengründung Salzwedels. Nach 1200 wurde diese Saalkirche abgebrochen. Nur ein 2,70 Meter hoher Turmstumpf mit rundem Grundriss blieb erhalten.
Die neue repräsentative Kirche wurde als dreischiffige Backsteinbasilika auf Kreuzgrundriss konzipiert. Das Mittelschiff wurde überwölbt. Der neue Turm hatte oberhalb des Turmstumpfes einen achteckigen Grundriss und war 40 Meter hoch aus Backstein gemauert. Darauf befand sich ein Pultdach. 1233 wurde die Salzwedeler Altstadt erstmals urkundlich erwähnt. Die Marienkirche war damals Archidiakonatskirche und die Hauptpfarrkirche der Altstadt.
Ab Mitte des 14. Jahrhunderts wurde die Kirche zu einer fünfschiffigen Basilika im gotischen Stil umgebaut. Die Arbeiten zogen sich über 200 Jahre hin. Das Pultdach wurde durch einen Turmhelm ersetzt, so dass der Turm nun mit 80,3 Metern Höhe der zweithöchste Kirchturm der Altmark war. Der Turmhelm wies schon früh eine bis heute bestehende Krümmung auf. Im Turmkopf wurde eine Urkunde über eine Turmreparatur 1496 gefunden. Eine Westhalle in der Höhe des Kirchenschiffs wurde errichtet, so dass der Turmsockel im Innern des Kirchenschiffs stand. Der Hohe Chor wurde erweitert. Die Kirche erhielt 28 Nebenaltäre. Seit 1550 ist die Bauhülle weitgehend unverändert.
1510 wurde im Chorraum ein dreiteiliger Holzschnitzaltar aufgestellt. Teile waren bereits 1480 angefertigt worden. 1522 wurde ein bronzenes Taufbecken aufgestellt, das von Hans von Köln in Nürnberg angefertigt worden war. Im Zuge der Reformation, vermutlich 1522, wurde die Kirchengemeinde der Marienkirche evangelisch-lutherisch. 1581 folgten der Einbau einer Empore sowie einer Kanzel aus Sandstein. Im 17. Jahrhundert diente die Kirche als Grablege für verschiedene Adelsgeschlechter, u. a. der Familie von Oppen.
Die durch Joachim Wagner begonnene barocke Orgel wurde 1752 eingeweiht. Wagner starb jedoch vor Abschluss der Arbeiten. Die Orgel wurde 1913 durch eine Orgel der Firma Furtwängler & Hammer mit 62 Registern ersetzt, die lange nicht bespielbar war und Ostermontag 2007 wieder eingeweiht wurde. Im Zweiten Weltkrieg erlitt die Marienkirche keine unmittelbaren Kriegsschäden. 1972 wurde der Turmhelm durch einen Orkan beschädigt, so dass zahlreiche der damals verwendeten Bleiplatten herabfielen und lange Zeit Nässe in den Turm eindringen konnte. 2003 konnte die Sanierung des Turmhelms abgeschlossen werden. Gleichzeitig konnte das Geläut komplettiert werden, nachdem im Zuge der beiden Weltkriege Glocken zur Herstellung von Waffen abgegeben werden mussten.
2006 erfolgte der Einbau einer Bauteiltemperierung zur thermischen Bauwerkserhaltung. Dabei wird dem Mauerwerk kontinuierlich geothermisch erzeugte Wärme durch den Sockel zugeführt.

## Architektur und Ausstattung

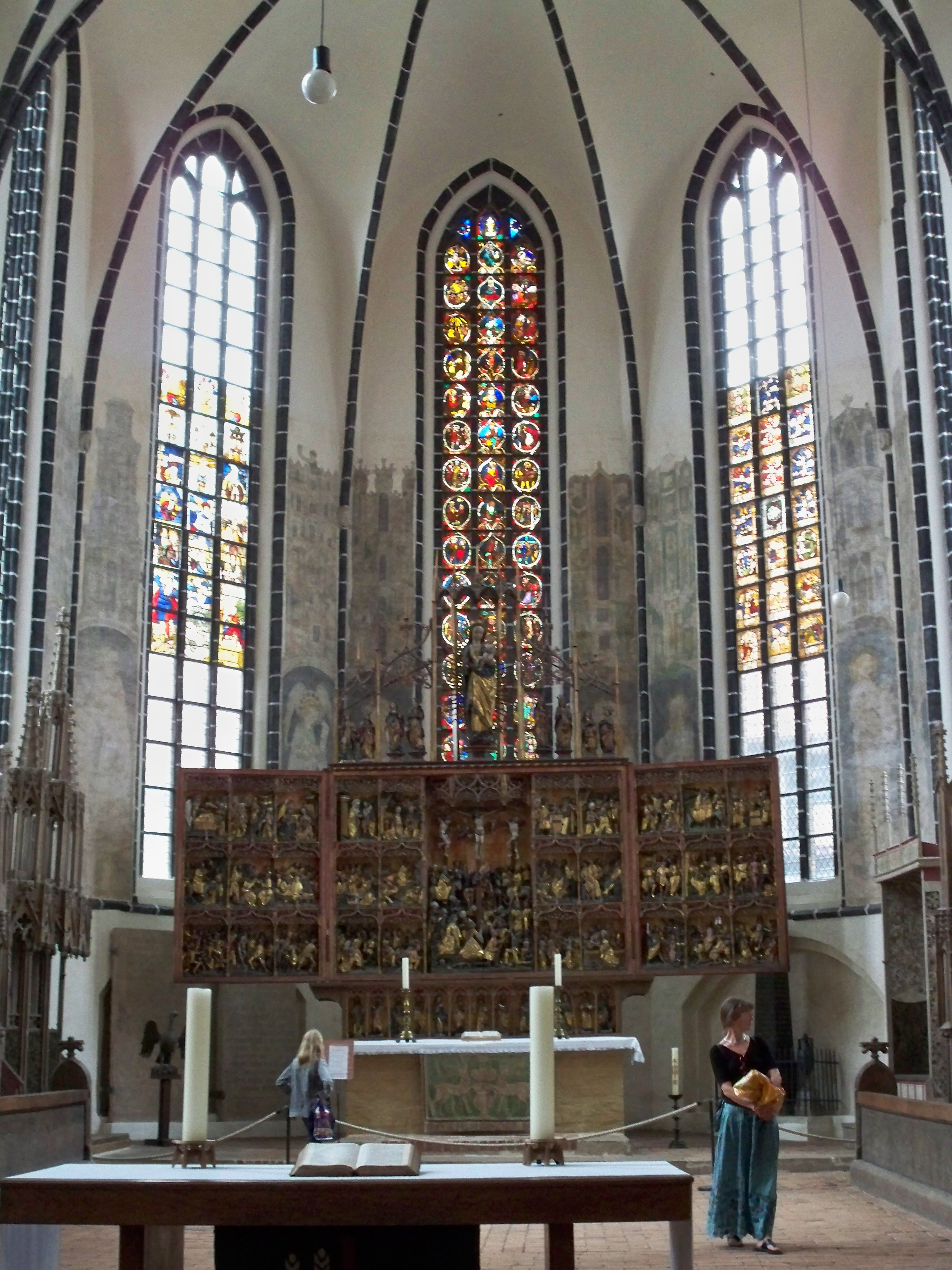
Chor mit Hochaltar

Die Marienkirche ist eine fünfschiffige Backsteinbasilika. An den Seitenschiffen befinden sich Staffelgiebel. Der Turmhelm ist mit Kupfer gedeckt. Der Sockel des Turms im Innern der Kirche ist der einzige erhaltene Teil der ursprünglichen Kirche. Er ist umgehbar. Seine Mauern sind rund drei Meter dick.
Die Wände des Hohen Chors sind weiß mit schwarzen Rippen. Im Hohen Chor steht der Holzschnitzaltar. Er ist acht Meter hoch und über sechs Meter breit und ist damit der größte Schnitzaltar der Altmark. Er zeigt mit 30 Relieffiguren und 22 Plastiken auf 31 Feldern Szenen aus dem Leben Marias und Jesu, die teilweise nach Kupferstichen von Martin Schongauer entstanden. Ein Teil des um 1360 entstandenen Chorgestühls ist erhalten. Ebenfalls um diese Zeit entstand ein Christusfenster, das sich im Chor befindet. Ein weiteres Glasfenster stammt aus dem 16. Jahrhundert. Im Chor befinden sich ein hölzernes, reich verziertes Lesepult aus dem 13. und ein Adlerpult aus dem 15. Jahrhundert, ein Levitensitz aus dem 14. Jahrhundert und ein Markgrafensitz aus dem 16. Jahrhundert, wie der Levitensitz ein Dreisitz. Am Eingang zum Hohen Chor befindet sich eine Triumphkreuzgruppe im originalen Aufbau. Der übrige Teil des Kircheninnern ist ebenfalls weiß gestrichen, hat aber im Hauptschiff rote Rippen und in den Seitenschiffen rot-schwarz gestreifte Rippen. Im Mittelschiff befinden sich lebensgroße Steinfiguren auf den Kämpferplattformen der ehemaligen romanischen Basilika. Reste alter Wandmalereien sind vorhanden. Zum Taufbecken aus der Renaissance im südlichen Seitenschiff gehören ein Baldachin, der am Gewölbe befestigt ist, und ein Gitter, das rund um das Taufbecken führt. Das Taufbecken selbst ist beheizbar.
Über der Brautpforte befindet sich ein Bleiglasfenster aus dem 19. Jahrhundert, das die Ankündigung des Geburt Jesu durch den Erzengel Gabriel zeigt. Das Geläut besteht aus sechs Glocken. Die jüngste Glocke heißt „Shalom“. Zur Ausstattung der Marienkirche gehören ein silbervergoldeter gotischer Abendmahlskelch aus der Mitte des 15. Jahrhunderts und ein silbervergoldetes Hostiengefäß aus dem frühen 14. Jahrhundert.

## Orgel

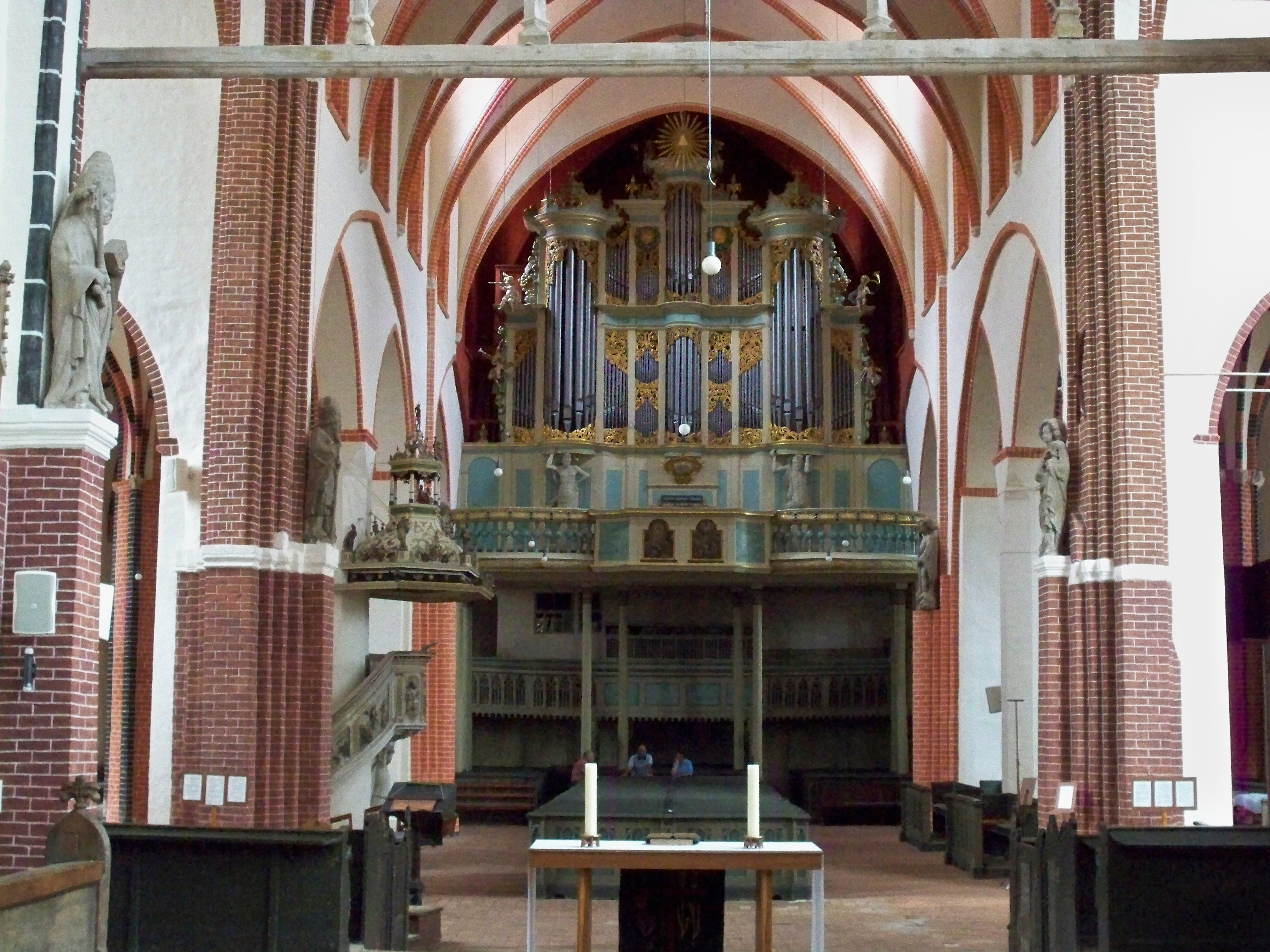
Blick vom Chor zur Orgel

Dem barocken Orgelprospekt stammt von Joachim Wagner, der beim Bau der Orgel für die Marienkirche am 24. Mai 1749 in Salzwedel starb. Das Instrument wurde damals von Wagners Schüler Scholtze fertiggestellt. Heute befindet sich hinter dem Prospekt ein Instrument der Orgelbaufirma P. Furtwängler & Hammer aus dem Jahr 1913. Die Orgel verfügt über 61 Register und drei Extensionen auf drei Manualen und Pedal. Die Trakturen sind elektropneumatisch. Das Instrument wurde zuletzt 2005 durch Christian Scheffler umfassend restauriert.
| I Manual C–g3 |                  |       |
|               | Oberlade         |       |
| 01.           | Principal        | 16′   |
| 02.           | Posaune          | 16′   |
| 03.           | Principal        | 08′   |
| 04.           | Gambe            | 08′   |
| 05.           | Trompete         | 08′   |
| 06.           | Gemshorn         | 08′   |
| 07.           | Dolce            | 08′   |
| 09.           | Gedackt          | 08′   |
| 10.           | Dulciana         | 04′   |
| 11.           | Mixtur IV–V      |       |
| 12.           | Cornett III–IV 0 |       |
| 13.           | Octave           | 04′   |
|               | Unterlade        |       |
| 14.           | Rohrflöte        | 04′   |
| 15.           | Quinte           | 2 ⁄3′ |
| 16.           | Octave           | 02′   |

| II Manual C–g3 |                  |        |
|                | Oberlade         |        |
| 17.            | Bordun           | 16′    |
| 18.            | Principal        | 08′    |
| 19.            | Viola alta       | 08′    |
| 20.            | Salicional       | 08′    |
| 21.            | Unda maris       | 08′    |
| 22.            | Octavflöte       | 08′    |
| 23.            | Rohrflöte        | 08′    |
| 24.            | Octave           | 04′    |
| 25.            | Vox coelestis    | 04′    |
| 26.            | Flauto dolce     | 04′    |
| 27.            | Progressio III 0 |        |
| 28.            | Tuba             | 08′    |
| 29.            | Clarinette       | 08′    |
|                | Unterlade        |        |
| 30.            | Quinte           | 2 ⁄3′  |
| 31.            | Waldflöte        | 02′    |
| 32.            | Terz             | 1 3⁄5′ |

| III Manual C–g3 |                       |     |
|                 | Hauptlade             |     |
| 33.             | Gedackt               | 16′ |
| 34.             | Principal             | 08′ |
| 35.             | Harmonica             | 08′ |
| 36.             | Voix celeste          | 08′ |
| 37.             | Aeoline               | 08′ |
| 38.             | Concertflöte          | 08′ |
| 39.             | Liebl. Gedackt        | 08′ |
| 40.             | Quintatön             | 08′ |
| 41.             | Mixtur III            |     |
| 42.             | Harmonia aeth. IV–V 0 |     |
| 43.             | Fagott                | 16′ |
| 44.             | Oboe                  | 08′ |
| 45.             | Horn                  | 08′ |
|                 | Nebenlade             |     |
| 46.             | Fugara                | 04′ |
| 47.             | Traversflöte          | 04′ |
| 48.             | Flautino              | 02′ |

| Pedal C–f1 |                        |       |
|            | 0                      |       |
| 49.        | Principal (Nr. 50)     | 32′   |
| 50.        | Principal              | 16′   |
| 51.        | Violonbass             | 16′   |
| 52.        | Harmonicabass          | 16′   |
| 53.        | Subbass                | 16′   |
| 54.        | Principalbass          | 08′   |
| 55.        | Cello                  | 08′   |
| 56.        | Flötenbass             | 08′   |
| 57.        | Principalflöte         | 04′   |
| 58.        | Sesquialtera II        | 2 ⁄3′ |
| 59.        | Posaune                | 16′   |
| 61.        | Bariton                | 08′   |
| 62.        | Clarine                | 04′   |
| 63.        | Contrabass (Nr. 51)    | 32′   |
| 64.        | Gedacktbass (Nr. 33) 0 | 16′   |

- Koppeln:
  - Normalkoppeln: II/I, III/I, III/II, I/P, II/P, III/P
  - Superoktavkoppeln: I/I, II/I, III/II, III/III
  - Suboktavkoppel: III/I, III/II, III/III
- Spielhilfen: Tutti und freie Kombinationen (Haupt- und Nebenregistratur, drei Pedalkombinationen), An- und Absteller (Rohrwerke, Nebenregister, Hauptregister, Principalchor, Flötenchor, Gambenchor, Rohrwerkschor), Crescendowalze

Galerie
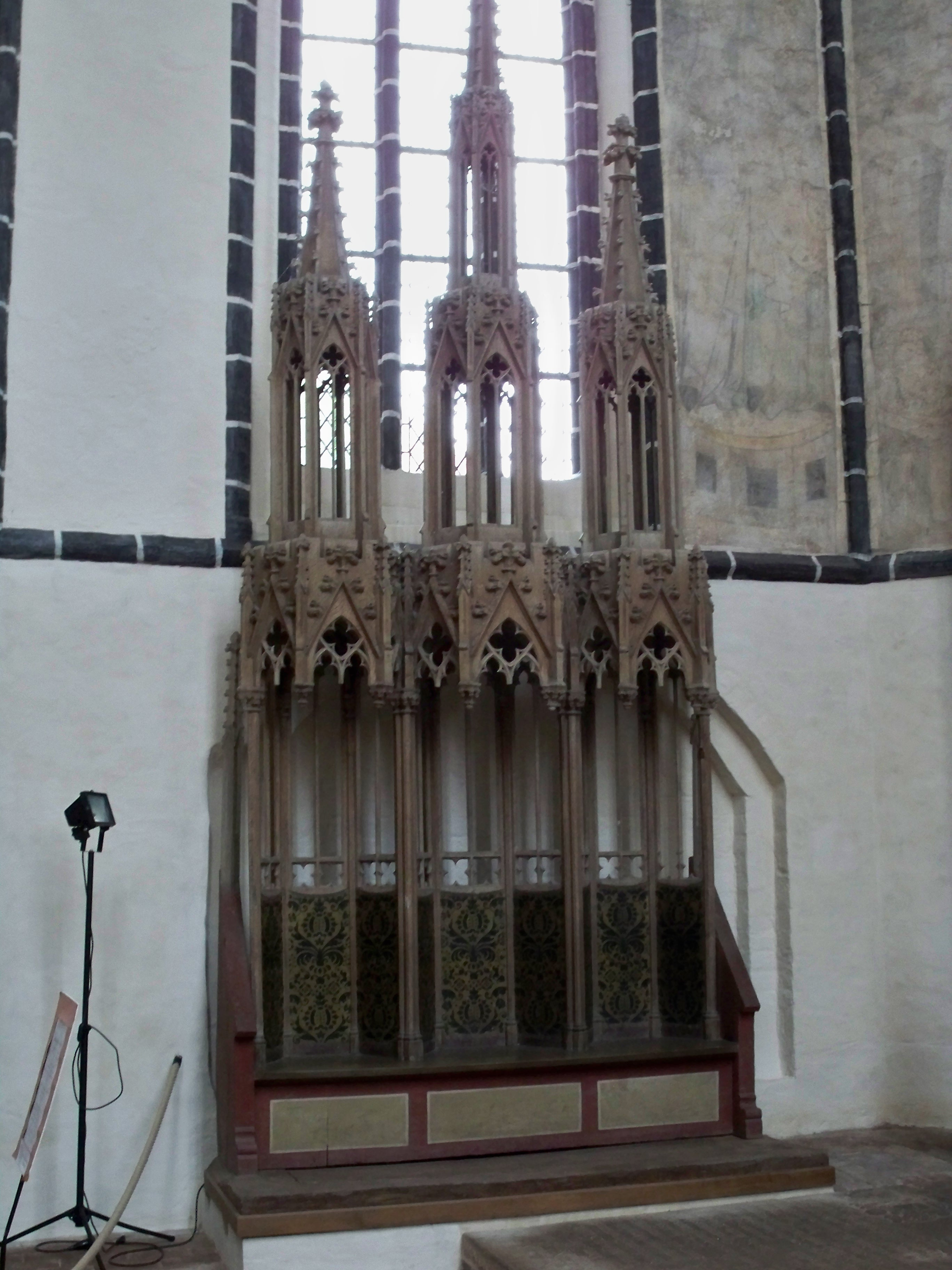
Levitensitz
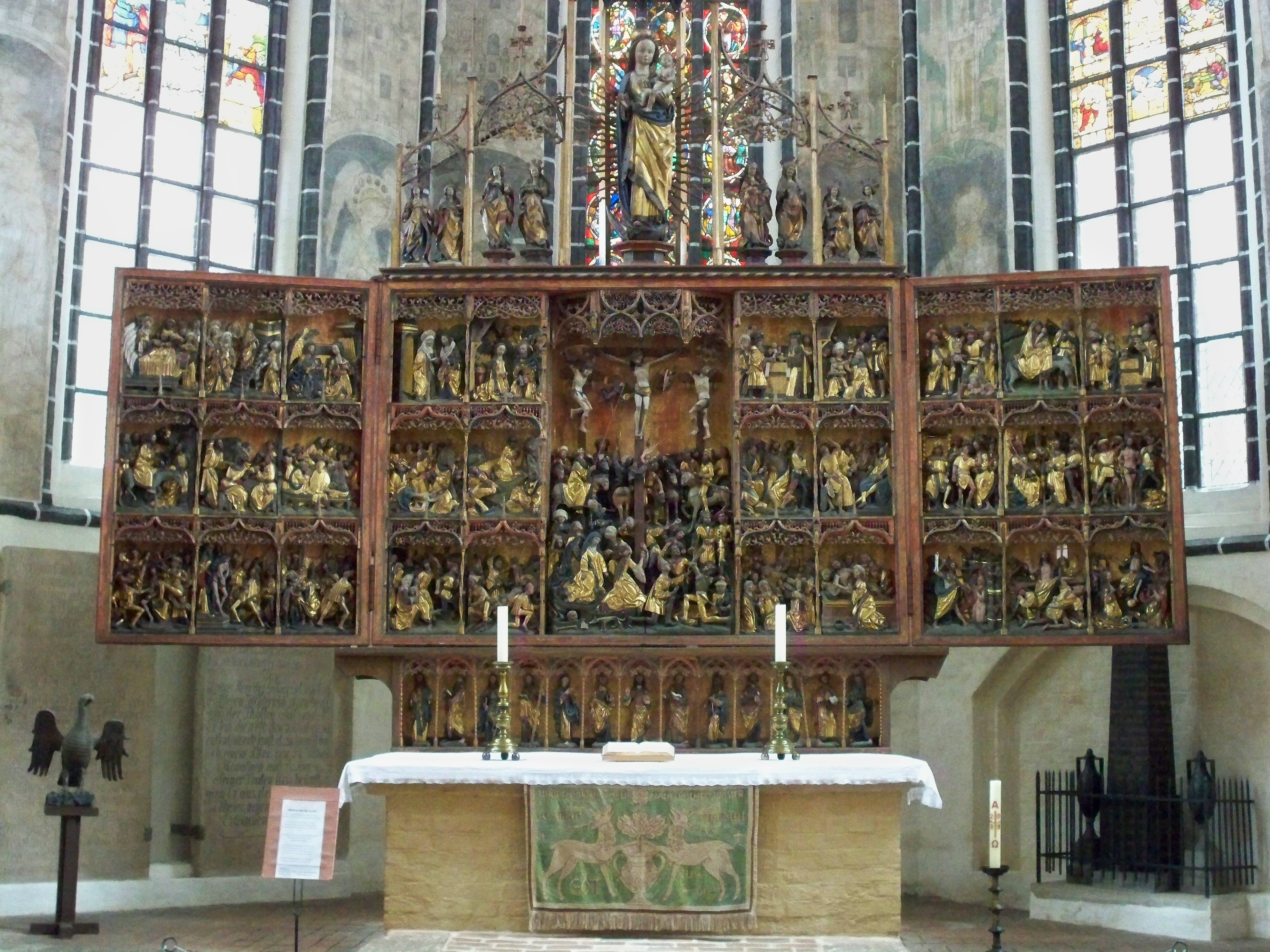
Hochaltar mit Adlerpult
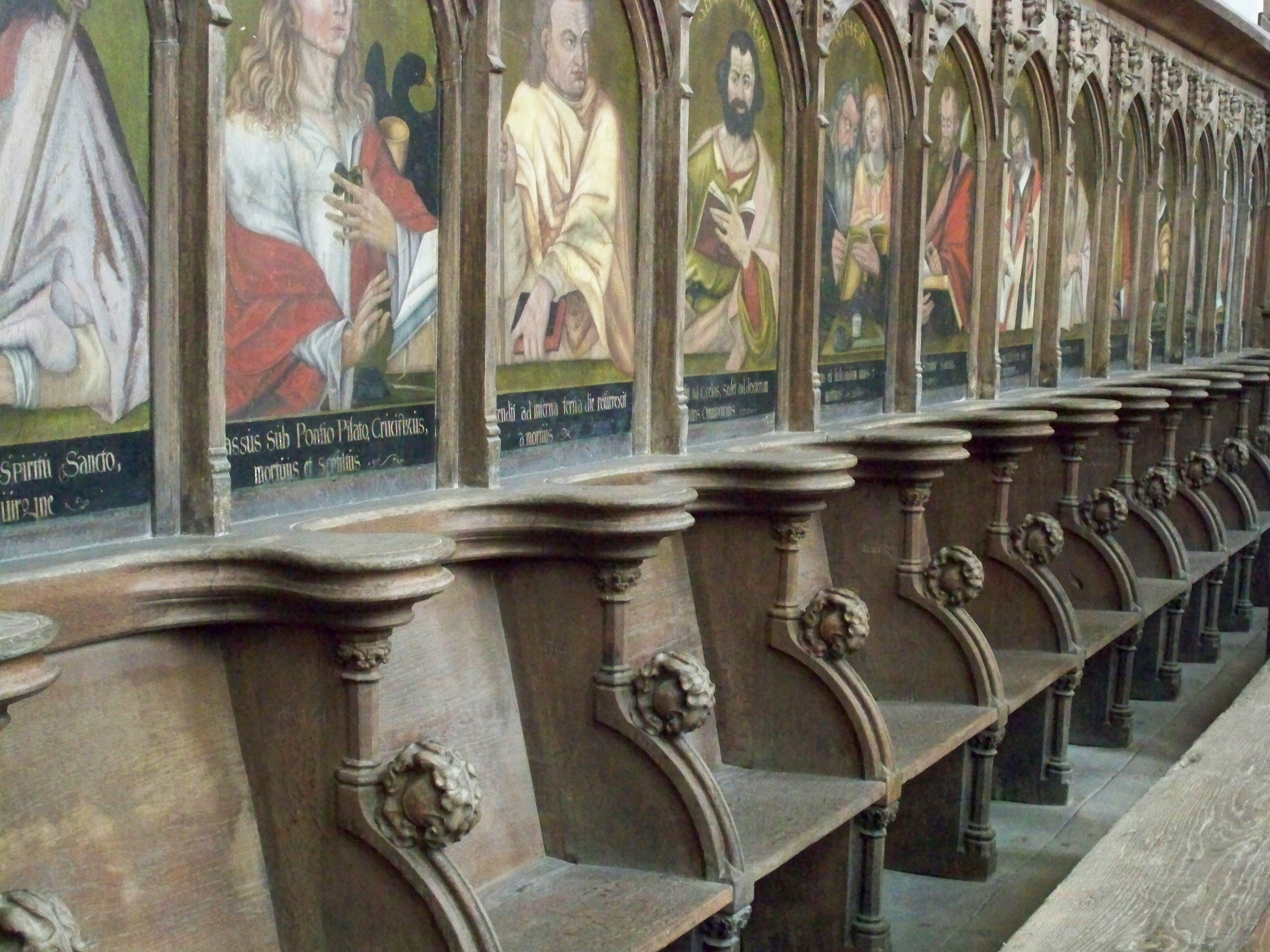
Chorgestühl
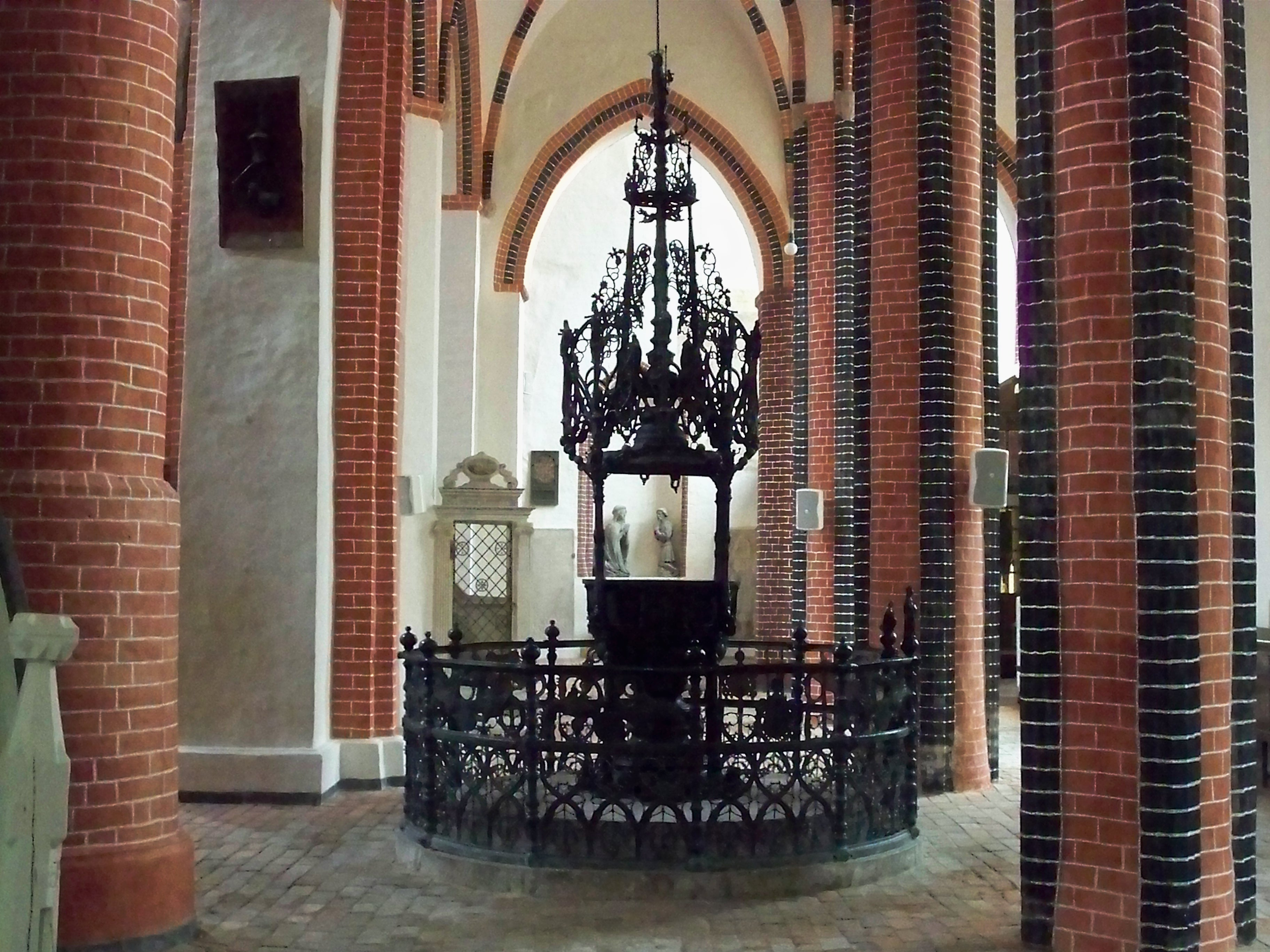
Taufe
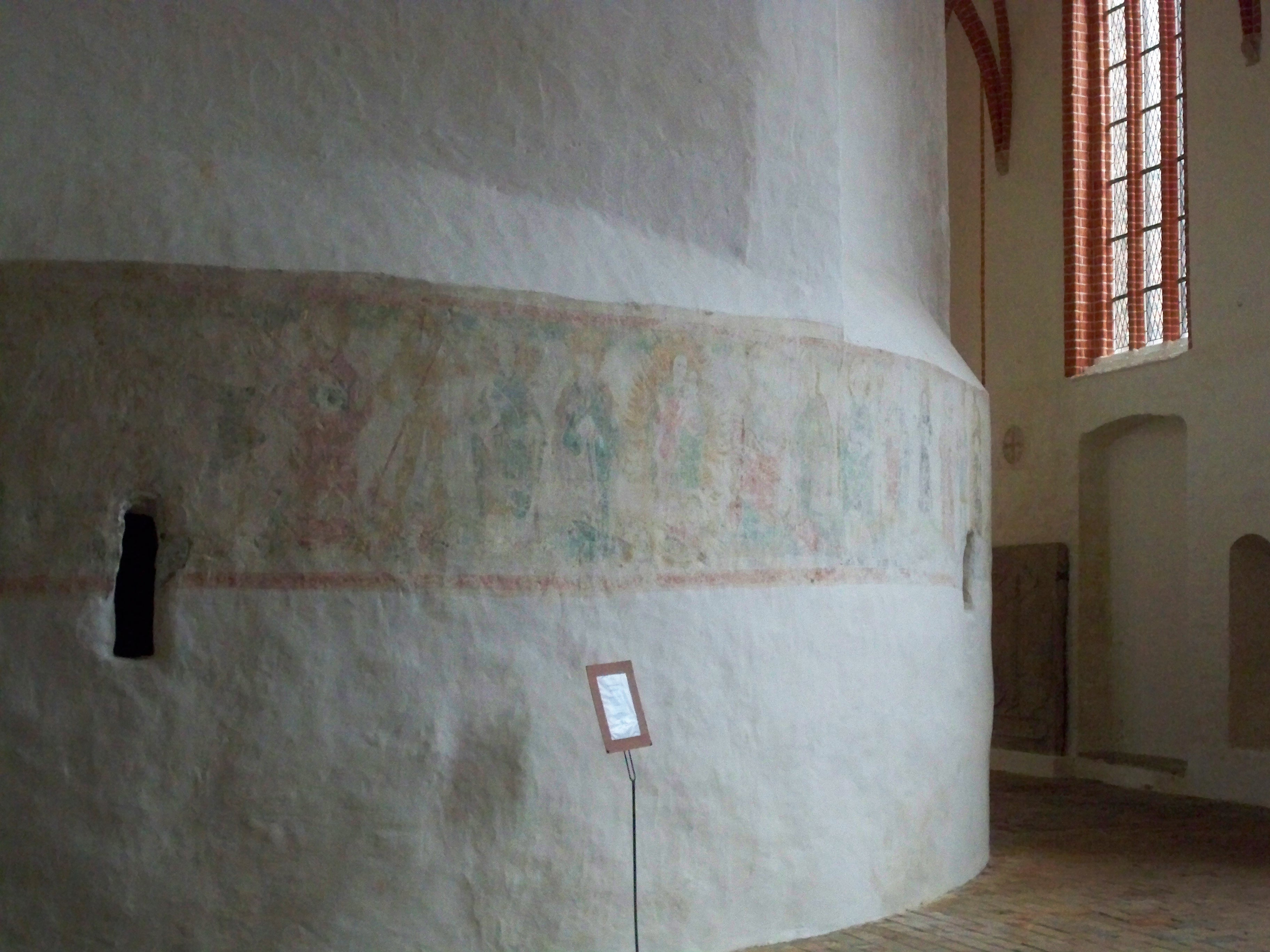
Turmschaft im Kirchenschiff
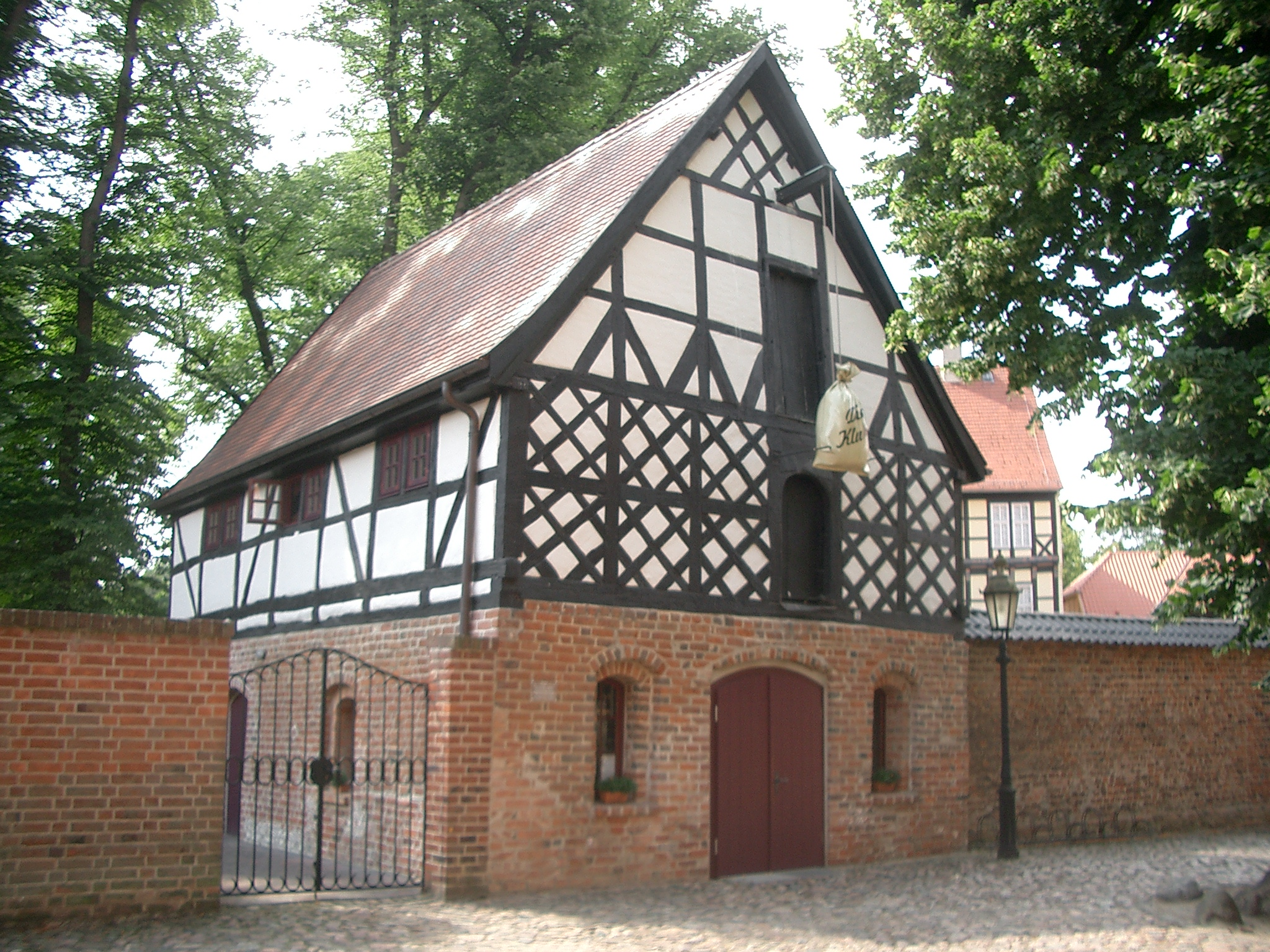
Die Kluhs

## Nutzung
In der Kirche werden wöchentlich und an Feiertagen Gottesdienste gehalten. Daneben gibt es Ausstellungen zu religiösen Themen. Eine jährliche Konzertreihe besteht aus Konzerten für Orgel solo, mit Sologesang bzw. mit anderen Instrumenten.

## Umgebung
Die Marienkirche liegt auf einem Platz in der Salzwedeler Altstadt, der teilweise von 150- bis 300-jährigen Linden gesäumt ist. Rund um den Platz liegen historische Fachwerkhäuser. Die Straßen rund um die Marienkirche sind mit Kopfstein gepflastert. Südlich der Kirche liegt die Kluhs, eine ehemalige Zehntscheune der Pfarrei, die seit ihrer Renovierung als Kirchencafé und Veranstaltungsort der Gemeinde genutzt wird. In der Salzwedeler Altstadt gibt es mit der Lorenzkirche und der Mönchskirche zwei weitere mittelalterliche Kirchen.